# حمد الحربان
حمد الحربان (19 مارس 1987) لاعب كرة قدم بحريني يلعب حاليا لصالح نادي الدرجة الأولى الأهلي البحريني في مركز قلب الدفاع من 2005.

## الإنجازات
- الدرجة الأولى (1): 2010
- كأس الاتحاد البحريني (1): 2016